# RDO
RDO é uma tecnologia da Microsoft cuja sigla tem o significado Remote Data Object (Objeto de Dados remoto), permitindo a criação de interfaces que podem chamar ODBC diretamente. Isto é considerado útil para velocidade, controle geral, e facilita o trabalho da programação.